# Fox Sports 2 (México)
Fox Sports 2 (anteriormente conocido como Fox Sports +) es un canal de televisión por suscripción mexicano de origen estadounidense dedicado a la programación deportiva, transmitiendo toda su programación en México. Fue lanzado en 2009, bajo su antigua denominación, y el 5 de noviembre de 2012, con la actual. El canal es propiedad de Grupo Multimedia Lauman (bajo licencia de Fox Broadcasting Company).

## Historia
El canal inicia sus transmisiones en 2009 como Fox Sports+ con el objetivo de poder transmitir partidos de la UEFA Champions League, Europa League, entre otros eventos. La señal Norte del canal comenzó sus transmisiones sin interrupciones, en contraste con la señal Sur. El Vicepresidente comercial de Fox Sports América Latina Región Sur, Sergio Veiga, anunció que Fox Sports + sería en sus inicios, una señal que se emitirá de martes a jueves en consonancia con el desarrollo de la UEFA Champions League y la UEFA Europa League junto con algunos partidos de la Copa Libertadores que no se puedan emitir por Fox Sports por motivos de superposición de horarios.
En México, Centroamérica y Colombia, Fox Sports+ solía ser una señal de 24 horas que emitía la UEFA Champions League, UEFA Europa League y Premier League, NFL, fútbol americano universitario, baloncesto universitario, béisbol entre otras.
Desde el 5 de noviembre de 2012, el canal pasa a llamarse Fox Sports 2 y Speed es relanzado como Fox Sports 3.

### Señal HD
El 25 de febrero de 2014, se lanzó la señal en alta definición del canal para los países en donde se distribuye la señal Sur. Fox Sports 2 HD emite la programación en conexión en vivo con su señal en resolución estándar.

### Venta de Fox a Disney: Venta obligada de Fox Sports, y la compra por Grupo Multimedia Lauman
Debido a la venta de 21st Century Fox a The Walt Disney Company en 2019, Disney adquirió prácticamente todos los activos de la compañía, incluyendo los canales internacionales de Fox Sports. Sin embargo, Disney tuvo que excluir las operaciones de Fox Sports en México, debido a las medidas impuestas por el Instituto Federal de Telecomunicaciones (IFT), para así poder obtener la aprobación de compra de los organismos mexicanos.
En México, el Instituto Federal de Telecomunicaciones ordenó la desincorporación o venta de los canales Fox Sports y todos los activos de ese negocio, ya que de la concentración resultaría una empresa con la capacidad unilateral de afectar la oferta o los precios para los proveedores de servicio de televisión restringido, lo que afectaría la competencia en este rubro. El proceso duraría 1 año; sin embargo, se extendió mediante prórrogas debido a las malas condiciones de la economía tras la pandemia de COVID-19. Luego de que las condiciones se prestaron a ello y a que la IFT presionó, el 21 de mayo del 2021 se dio a conocer que la venta se realizó y se aprobó por parte del órgano de telecomunicaciones mexicano. En mayo de 2021 se anunció que Fox Sports sería vendida al Grupo Multimedia Lauman, conglomerado que opera en México el canal de televisión por suscripción El Financiero y cuenta con una alianza con la compañía estadounidense Bloomberg TV. El 8 de junio de 2021, el Instituto Federal de Telecomunicaciones aprobó la venta al Grupo Multimedia Lauman.

## Cobertura deportiva

### Fútbol
- UEFA Europa League
- UEFA Conference League
- Liga de Expansión MX

### Otros deportes
- National Football League
- Major League Baseball
- Liga Mexicana de Béisbol[6]
- Ultimate Fighting Championship
- All Elite Wrestling
- Professional Fighters League

## Logotipos

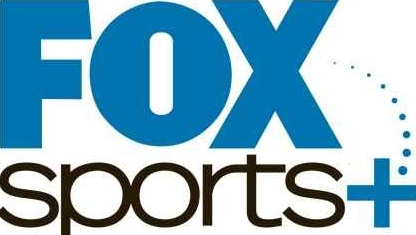
2009-2012
Desde 2015
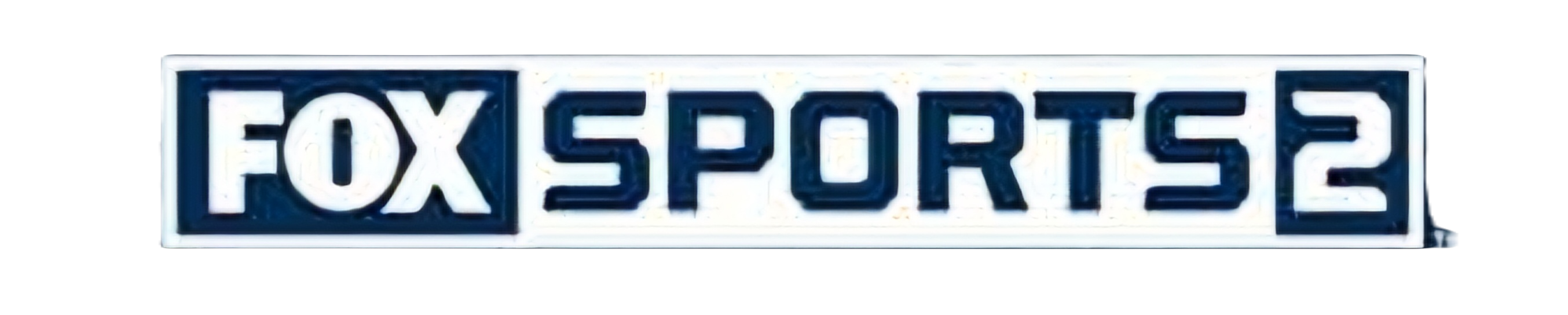
Desde 2022 (Alternativo)